# Chromatomyia
Genre
Chromatomyia est un genre d'insectes diptères de la famille des Agromyzidae et dont la répartition est cosmopolite.

## Liste des espèces
Selon BioLib (14 février 2024) :
- Chromatomyia aizoon  (Hering, 1932)
- Chromatomyia alopecuri  Griffiths, 1980
- Chromatomyia alpigenae  (Hendel, 1925)
- Chromatomyia aprilina  (Goureau, 1851)
- Chromatomyia aragonensis  (Griffiths, 1967)
- Chromatomyia arctagrostidis  Griffiths, 1980
- Chromatomyia asteris  (Hendel, 1934)
- Chromatomyia beigerae  Griffiths, 1980
- Chromatomyia blackstoniae  Spencer, 1990
- Chromatomyia caprifoliae  (Spencer, 1969)
- Chromatomyia castillejae  (Spencer, 1973)
- Chromatomyia centaurii  Spencer, 1990
- Chromatomyia chamaemetabola  Griffiths, 1974
- Chromatomyia ciliata  (Hendel, 1935)
- Chromatomyia cinnae  Griffiths, 1980
- Chromatomyia clemativora  (Coquillett, 1910)
- Chromatomyia compta  Spencer, 1986
- Chromatomyia crawfurdiae  (Sasakawa, 1954)
- Chromatomyia cygnicollina  Griffiths, 1980
- Chromatomyia doolittlei  Spencer, 1986
- Chromatomyia dorsata  (Hendel, 1920)
- Chromatomyia erigerontophaga  (Spencer, 1969)
- Chromatomyia eriodictyi  Spencer, 1981
- Chromatomyia farfarella  (Hendel, 1935)
- Chromatomyia flavida  Spencer, 1986
- Chromatomyia fricki  Griffiths, 1974
- Chromatomyia furcata  Griffiths, 1980
- Chromatomyia fuscula  (Zetterstedt, 1838)
- Chromatomyia gentianae  (Hendel, 1920)
- Chromatomyia gentianella  (Hendel, 1932)
- Chromatomyia gentii  (Hendel, 1920)
- Chromatomyia glacialis  (Griffiths, 1964)
- Chromatomyia gregaria  (Frick, 1954)
- Chromatomyia griffithsi  Spencer, 1986
- Chromatomyia griffithsiana  (Beiger, 1977)
- Chromatomyia hoppiella  Spencer, 1990
- Chromatomyia horticola  (Goureau, 1851)
- Chromatomyia involucratae  (Spencer, 1969)
- Chromatomyia isicae  (Hering, 1962)
- Chromatomyia ixeridopsis  Griffiths, 1977
- Chromatomyia kluanensis  Griffiths, 1974
- Chromatomyia lactuca  (Frost, 1924)
- Chromatomyia leptargyreae  Griffiths, 1976
- Chromatomyia lindbergi  (Spencer, 1957)
- Chromatomyia linnaeae  Griffiths, 1974
- Chromatomyia lonicerae  (Robineau-Desvoidy, 1851)
- Chromatomyia luzulae  (Hering, 1924)
- Chromatomyia luzulivora  Spencer, 1986
- Chromatomyia milii  (Kaltenbach, 1864)
- Chromatomyia mimuli  Spencer, 1981
- Chromatomyia mitchelli  Spencer, 1986
- Chromatomyia montana  Spencer, 1981
- Chromatomyia montella  Spencer, 1986
- Chromatomyia nervi  (Groschke, 1957)
- Chromatomyia nigra  (Meigen, 1830)
- Chromatomyia nigrella  Spencer, 1986
- Chromatomyia nigrilineata  Griffiths, 1974
- Chromatomyia norwegica  (Rydén, 1957)
- Chromatomyia obscuriceps  (Hendel, 1935)
- Chromatomyia ochracea  (Hendel, 1920)
- Chromatomyia omphalivora  Sasakawa, 1993
- Chromatomyia opacella  (Hendel, 1935)
- Chromatomyia orbitella  Spencer, 1981
- Chromatomyia paraciliata  Godfray, 1985
- Chromatomyia periclymeni  (Hendel, 1922)
- Chromatomyia poae  Griffiths, 1980
- Chromatomyia primulae  (Robineau-Desvoidy, 1851)
- Chromatomyia pseudogentii  (Beiger, 1972)
- Chromatomyia pseudomilii  Griffiths, 1980
- Chromatomyia puccinelliae  (Spencer, 1969)
- Chromatomyia ramosa  (Hendel, 1923)
- Chromatomyia regalensis  (Steyskal, 1972)
- Chromatomyia rhaetica  Griffiths, 1980
- Chromatomyia saxifragae  (Hering, 1924)
- Chromatomyia scabiosae  (Hendel, 1935)
- Chromatomyia scabiosarum  (De Meijere, 1934)
- Chromatomyia scabiosella  Beiger, 2001
- Chromatomyia scolopendri  (Robineau-Desvoidy, 1851)
- Chromatomyia shepherdiana  Griffiths, 1976
- Chromatomyia skuratowiczi  (Beiger, 1972)
- Chromatomyia soldanellae  (Starý, 1950)
- Chromatomyia spenceriana  Griffiths, 1980
- Chromatomyia styriaca  Griffiths, 1980
- Chromatomyia succisae  (Hering, 1922)
- Chromatomyia suikazurae  Sasakawa, 1993
- Chromatomyia swertiae  (Hering, 1937)
- Chromatomyia symphoricarpi  Griffiths, 1974
- Chromatomyia syngenesiae  Hardy, 1849
- Chromatomyia tiarellae  Griffiths, 1972
- Chromatomyia torrentium  Griffiths, 1980
- Chromatomyia tschirnhausi  Griffiths, 1980
- Chromatomyia vernalis  (Groschke, 1957)

## Classification
Le nom valide complet (avec auteur) de ce taxon est Chromatomyia Hardy (d), 1849,.
Chromatomyia a pour synonyme :
- Chromatomyiae

## Étymologie
Le nom générique, Chromatomyia, dérive du grec ancien χρῶμα, khrõma, « couleur », et μυῖα, myia, « mouche ».

## Publication originale
- (en) James Hardy, « On the primrose-leaf miner; with notice of a proposed new genus, and characters of three species of Diptera », Annals and Magazine of Natural History, Londres, Taylor & Francis, vol. 4, no 24,‎ décembre 1849, p. 385-392 (ISSN 0374-5481, OCLC 1481361, DOI 10.1080/03745486009494857, lire en ligne).